# Jérothée Ier de Jérusalem
Jérothée Ier (en grec Ιερόθεος A', mort en 1882) fut patriarche orthodoxe de Jérusalem du 11 juillet 1875 au 23 juin 1882.